# Estadio CAP
Estadio CAP är e fotbollsarena belägen i staden Talcahuano, strax utanför Concepción, i Chile. Arenan invigdes 2009 och den första matchen som spelades var en match mellan Huachipato och Everton (slutresultat 1-2 inför 7 025 åskådare), medan den officiella invigningsmatchen var mellan Chile och Paraguay där Chile vann med 2-1 inför 10 500. Arenan har totalt 10 500 sittplatser. Stadion är hemmaplan för fotbollslaget Huachipato. Gräsplanen är vid fotbollsmatcher 110 gånger 70 meter stor.